# Новые приключения неуловимых
«Новые приключения неуловимых» — советский приключенческий художественный фильм, поставленный на Московской ордена Ленина киностудии «Мосфильм» в 1968 году режиссёром Эдмондом Кеосаяном. Продолжение популярной в СССР картины «Неуловимые мстители» было снято по многочисленным просьбам зрительской аудитории.
Премьера фильма в СССР состоялась 4 ноября 1968 года.

## Сюжет
Действие происходит в 1920 году, во времена Гражданской войны в России.
Четвёрке юных героев-разведчиков — «Неуловимым мстителям» из предыдущего фильма, — при возвращении с очередного задания удаётся подбить пролетающий белогвардейский аэроплан. В планшете задержанного при падении лётчика обнаружены документы, свидетельствующие о том, что белогвардейцы построили секретные оборонительные укрепления в Крыму, который Красной Армии ещё предстоит взять, и укрепили Перекопский перешеек.
Герои направляются в Ялту (место расположения барона Врангеля), находящуюся под контролем белых. Их цель — штаб белой армии и сейф в кабинете начальника контрразведки полковника Кудасова, где хранится секретный план укрепрайона.
Мстители проникают в Крым и останавливаются в рыбачьем посёлке. Данька собирается выйти с помощью карусельщика на сапожника Сердюка, но во время облавы сапожник погибает. Хитроумная многоходовка по изъятию плана из сейфа полковника включает вербовку помощника полковника — штабс-капитана Овечкина, о котором мстители узнают от своего давнего знакомого — артиста варьете Бубы Касторского. Однако замысел героев едва не срывается после того, как их старый враг — атаман Бурнаш — узнаёт на улице Даньку и сообщает о мстителях полковнику Кудасову. Последующие события разворачиваются с калейдоскопической быстротой: Данька оказывается под стражей, Буба с трудом выкручивается перед начальником контрразведки, поручик Перов пытается арестовать карусельщика, а штабс-капитан Овечкин разоблачает Валерку.
Фильм завершается очередной победой мстителей, но радость от неё омрачена гибелью Бубы Касторского, застреленного Кудасовым.

## В главных ролях
- Михаил Метёлкин — Валерий Михайлович Мещеряков («Валерка»)
- Василий Васильев — Яков Цыганков («Яшка-цы́ган»)
- Виктор Косых — Даниил Щусь («Данька»)
- Валентина Курдюкова — Ксения Щусь («Ксанка»)
- Армен Джигарханян — Пётр Сергеевич Овечкин, штабс-капитан
- Борис Сичкин — Буба Касторский, артист
- Аркадий Толбузин — Леопольд Сергеевич Кудасов, полковник, начальник контрразведки
- Владимир Ивашов — Перов, поручик, адъютант Кудасова

## В ролях
- Ефим Копелян — Игнат Бурнаш («Гнат»), бывший атаман казачьего войска
- Константин Сорокин — Мефодий Кузьмич, карусельщик
- Иван Переверзев — начальник штаба 1-конной армии (озвучивает Ефим Копелян)
- Николай Федорцов — Андрей, подпольщик
- Евгений Весник — белогвардейский полковник
- Сергей Филиппов — Кошкин, аптекарь-специалист
- Савелий Крамаров — Илья Терехов, солдат конвоя
- Ян Френкель — скрипач в ресторане «Паласъ» (в титрах не указан)

## Съёмочная группа
- Сценарий — Эдмонда Кеосаяна, Артура Макарова
- Постановка — Эдмонда Кеосаяна
- Оператор-постановщик — Фёдор Добронравов
- Художник-постановщик — Василий Голиков
- Композитор — Ян Френкель
- Песня «дьяволят» — Бориса Мокроусова
- Текст песен — Роберта Рождественского, Инны Гофф, Эмиля Радова

## Песни
Композиторы; Ян Френкель и Роберт Рождественский
- «Погоня» (музыка Яна Френкеля и Роберта Рождественского, исполняет Иосиф Кобзон)
- «Я — одессит, я из Одессы, здрасьте» (музыка Яна Френкеля и Эмиля Радова, исполняет Борис Сичкин)
- «Русское поле» (музыка Яна Френкеля и Инны Гофф, исполняет Владимир Ивашов)
- «Кхаморо татькирла» (Народная песня на цыганском языке, исполняет Василий Васильев)
- Песня «дьяволят» (музыка Бориса Мокроусова и Роберта  Рождественского, исполняет Владимир Трошин)

## Съёмки
- По сюжету фильма события происходят в Ялте, где и снимался фильм. Штаб контрразведки — ялтинская гостиница «Крым». Варьете «Палас», где выступал Буба Касторский — ялтинская гостиница «Мариино»[1].
- В съёмках фильма задействована улица Толстого[2][3].